# Détection interférométrique terrestre d'ondes gravitationnelles
La détection interférométrique terrestre d'ondes gravitationnelles fait référence aux méthodes et dispositifs utilisés pour rechercher et détecter les ondes gravitationnelles utilisant des interféromètres construits au sol. La plupart des observations actuelles d’ondes gravitationnelles ont été réalisées à l’aide de ces techniques; la première a été réalisée en 2015 par les deux détecteurs LIGO. Les principaux détecteurs actuels sont les deux LIGO aux États-Unis, Virgo en Italie et KAGRA au Japon, qui font tous partie de la deuxième génération de détecteurs; les projets futurs incluent LIGO-India dans le cadre de la deuxième génération, et Einstein Telescope et Cosmic Explorer formant une troisième génération.

## Histoire
Bien que les ondes gravitationnelles aient été théorisées par Albert Einstein lorsqu'il a formulé la relativité générale en 1916, il n'y a pas vraiment eu d'efforts pour tenter de les détecter avant les années 1960, lorsque Joseph Weber a créé la première « barre de Weber ». Bien que ces dispositifs ne se révèlent pas suffisamment sensibles pour détecter les ondes gravitationnelles, de nombreux groupes destinés à l'étude des ondes gravitationnelles se sont créés à cette époque. L'idée d'utiliser de grands interféromètres pour la détection d'ondes gravitationnelles est formulée dans les années 1970, et commence à prendre de l'ampleur dans les années 1980, culminant en la fondation de LIGO en 1984 et Virgo en 1989,.
La plupart des grands interféromètres actuels ont débuté leur construction dans les années 1990 et l'ont terminé au début des années 2000 (1999 pour LIGO, 2003 pour Virgo, 2002 pour GEO600). Après quelques années d'observations entrecoupées d'améliorations pour atteindre la sensibilité désirée, il est devenu clair qu'une détection était improbable et que des améliorations plus substantielles étaient nécessaire. Ces améliorations ont pris la forme des projets maintenant désignés comme « seconde génération de détecteurs » (Advanced LIGO et Advance Virgo), avec des gains de sensibilité importants. Cette période marque également le début de périodes d'observation jointes entre différents détecteurs, qui sont cruciales pour confirmer la validité d'un signal, et qui ont conduit à la formation de collaborations internationales.
Les mises à niveau de la deuxième génération ont été réalisées pendant la première partie des années 2010, entre 2010 et 2014 pour LIGO et de 2011 à 2017 pour Virgo. En parallèle, le Japon lance le projet KAGRA en 2010. En 2015, après avoir repris les observations, les deux détecteurs LIGO réalisent la première observation directe des ondes gravitationnelles. Cela marque le début d'une série de périodes d'observation (toujours en cours), désignées sous les noms O1 jusqu'à O5. Virgo rejoint les observations en 2017, peu avant la fin de la période O2, menant rapidement à la première détection impliquant trois détecteurs, et quelques jours plus tard à GW170817, le seul signal à avoir été observé à la fois avec des ondes gravitationnelles et des ondes électromagnétiques. KAGRA a achevé sa construction en 2020, et n'a pour l'instant observé que durant de courtes périodes en raison de sa faible sensibilité.
La période d'observation O4 est actuellement (mars 2025) en cours, et est prévue pour durer jusqu'en juin octobre. Plus de 90 observations confirmées ont été publiées; les collaborations produisent maintenant des alertes en direct, avec près de 200 alertes significatives déjà émises durant O4.

## Principe
En relativité générale, une onde gravitationnelle est une perturbation de l'espace-temps qui se propage à la vitesse de la lumière. Elle courbe donc légèrement l'espace-temps, ce qui change localement le chemin parcouru par la lumière. Mathématiquement, si {\displaystyle h} est l'amplitude de l'onde (supposée faible) et {\displaystyle L} la longueur d'une cavité optique dans laquelle la lumière circule, le changement {\displaystyle \delta L} du chemin optique dû au passage de l'onde gravitationnelle est donné par la formule :{\displaystyle {\frac {\delta L}{L}}=C\times h}avec {\displaystyle C\leq 1} un facteur géométrique dépendant de l'orientation de la cavité par rapport à la direction de la propagation de l'onde. En d'autres termes, le changement de longueur est proportionnel à la longueur de la cavité et à l'amplitude de l'onde.

### Interféromètre
Dans une configuration typique, le détecteur est un interféromètre de Michelson dont les miroirs sont suspensdus. Un laser est divisé en deux faisceaux à l'aide d'une lame séparatrice placée à 45 degrés du faisceau d'entrée. Les deux faisceaux se propagent à travers les deux bras de l'interféromètre, sont réfléchis par les miroirs situés au bout des bras, et sont recombinés au niveau de la séparatrice, créant une figure d'interférences qui est mesurée à l'aide d'une photodiode. Le passage d'une onde gravitationnelle change le chemin optique du laser de manière différente entre les deux bras, créant un signal détectable à la sortie de l'interféromètre.
Cela implique que les différents miroirs de l'interféromètre doivent être immobiles : lorsqu'ils se déplacent, la longueur de la cavité optique change et la mesure est donc modifiée. La position exacte des miroirs par rapport à un point de référence est surveillée continuellement, avec une précision au-delà du dixième de nanomètre (pour les longueurs) et de quelques nanoradians (pour les angles). Plus le détecteur est sensible, plus la précision nécessaire est importante. Parvenir au positionnement correct pour le fonctionnement de l'interféromètre est un problème de contrôle complexe ; cela nécessite une longue série d'étapes dirigeant les différentes parties de l'interféromètre. Une fois que tout est en place, des corrections sont continuellement appliquées afin de conserver la configuration optimale.
Le signal induit par une onde gravitationnelle potentielle est donc « encodé » dans les variations de l'intensité lumineuse mesurées à la sortie de l'interféromètre. Cependant, un certain nombre de causes externes (qualifiées de bruit) modifient également le schéma d'interférences en permanence. Si rien n'est fait pour les contrôler, les signaux physiques seraient totalement indiscernables du bruit ambiant. La conception de ce type de détecteur tourne donc entièrement sur le contrôle des différentes sources de bruit, avec un inventaire détaillé de celles-ci et des efforts continuels pour les atténuer,.
Le choix d'utiliser un interféromètre plutôt qu'une simple cavité permet d'augmenter significativement la sensibilité du détecteur aux ondes gravitationnelles. En effet, la contribution de certains bruits expérimentaux est fortement réduite : au lieu d'être proportionnels à la longueur d'une cavité unique, ils dépendent de la différence de longueur entre les bras. De plus, l'onde gravitationnelle affecte les deux bras de manière opposée ; si la longueur d'un des bras change d'une quantité {\displaystyle \delta L}, la longueur de l'autre bras change de {\displaystyle -\delta L}. Le schéma d'interférence dépendant de la différence de longueur des deux bras, celle-ci est donc deux fois plus importante que le changement de longueur qui serait observé dans une seule cavité.
Le point de fonctionnement de l'interféromètre est légèrement décalé de la « frange noire », qui est une configuration dans laquelle les interférences sont intégralement destructives, c'est-à-dire qu'aucune lumière ne sort de l'interféromètre. Ce choix peut paraître contre-intuitif, car la sensibilité au passage d'une onde gravitationnelle est maximale en « demi frange » (quand la moitié de la lumière quitte l'interféromètre) ; cependant, ce choix entraînerait également une sensibilité plus élevée aux fluctuations de puissance du laser, noyant le signal. Le choix de la frange noire permet également de tirer pleinement partie de la présence d'un miroir de recyclage de puissance, qui réinjecte la lumière qui sort du côté de l'entrée de l'interféromètre,.

## Détecteurs

### LIGO

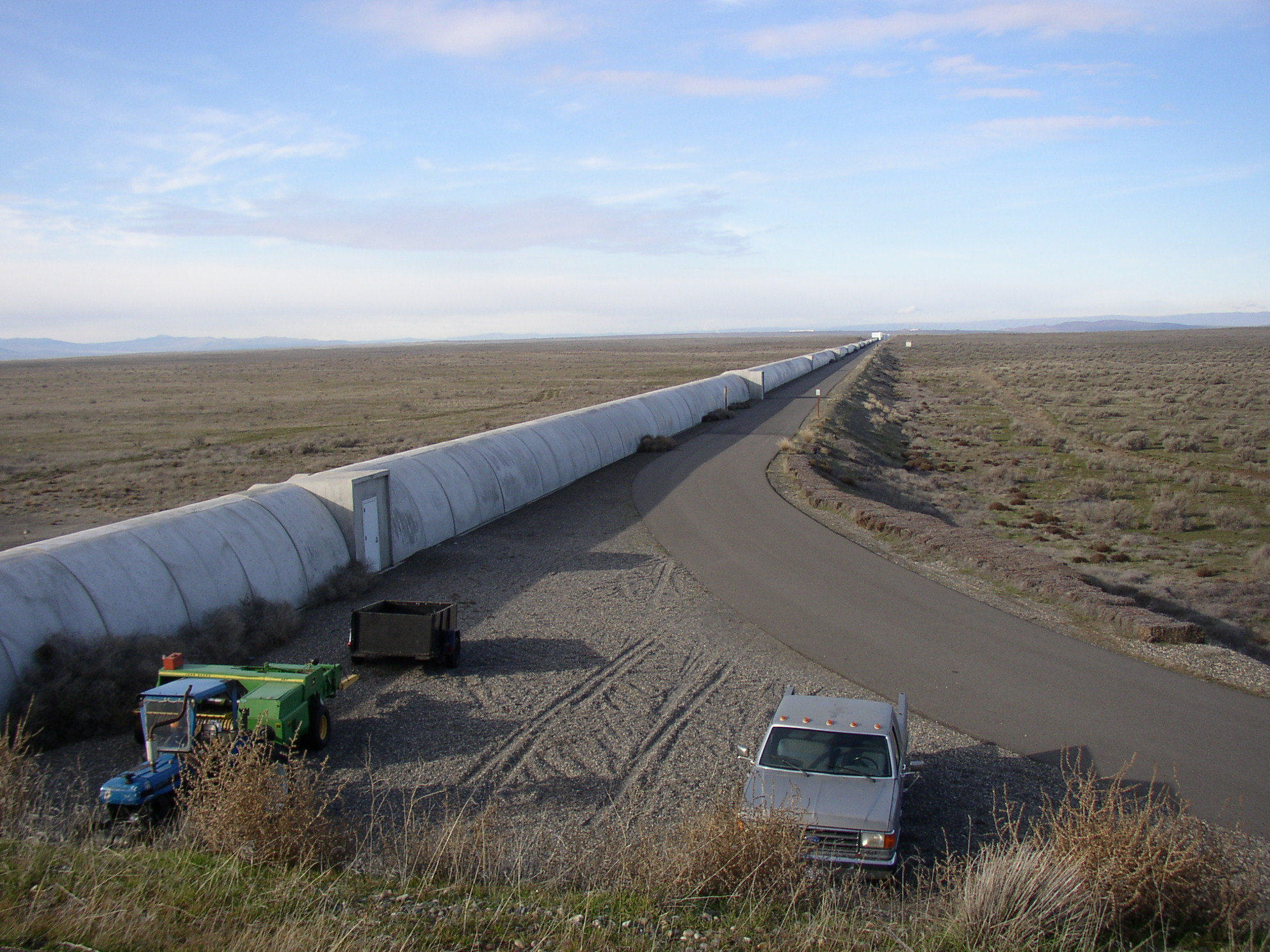
Bras nord de l'observatoire LIGO Hanford.

LIGO est composé de deux détecteurs différents, un situé à Hanford dans l'état de Washington et un à Livingston en Louisiane (ils sont donc séparés d'environ 3000 mètres). km). Les deux détecteurs ont une conception très similaire, avec des bras de 4 km de long, bien qu'il existe des différences mineures entre les deux. Ils faisaient partie de la première génération de détecteurs, leur construction s'étant achevée en 2002 ; en 2010, ils ont été fermés pour un ensemble important d'améliorations, regroupées sous le nom « Advanced LIGO », transformant LIGO en un détecteur de deuxième génération. Les deux instruments reprennent les observations début 2015, effectuant la première détection d'ondes gravitationnelles la même année.

### Virgo

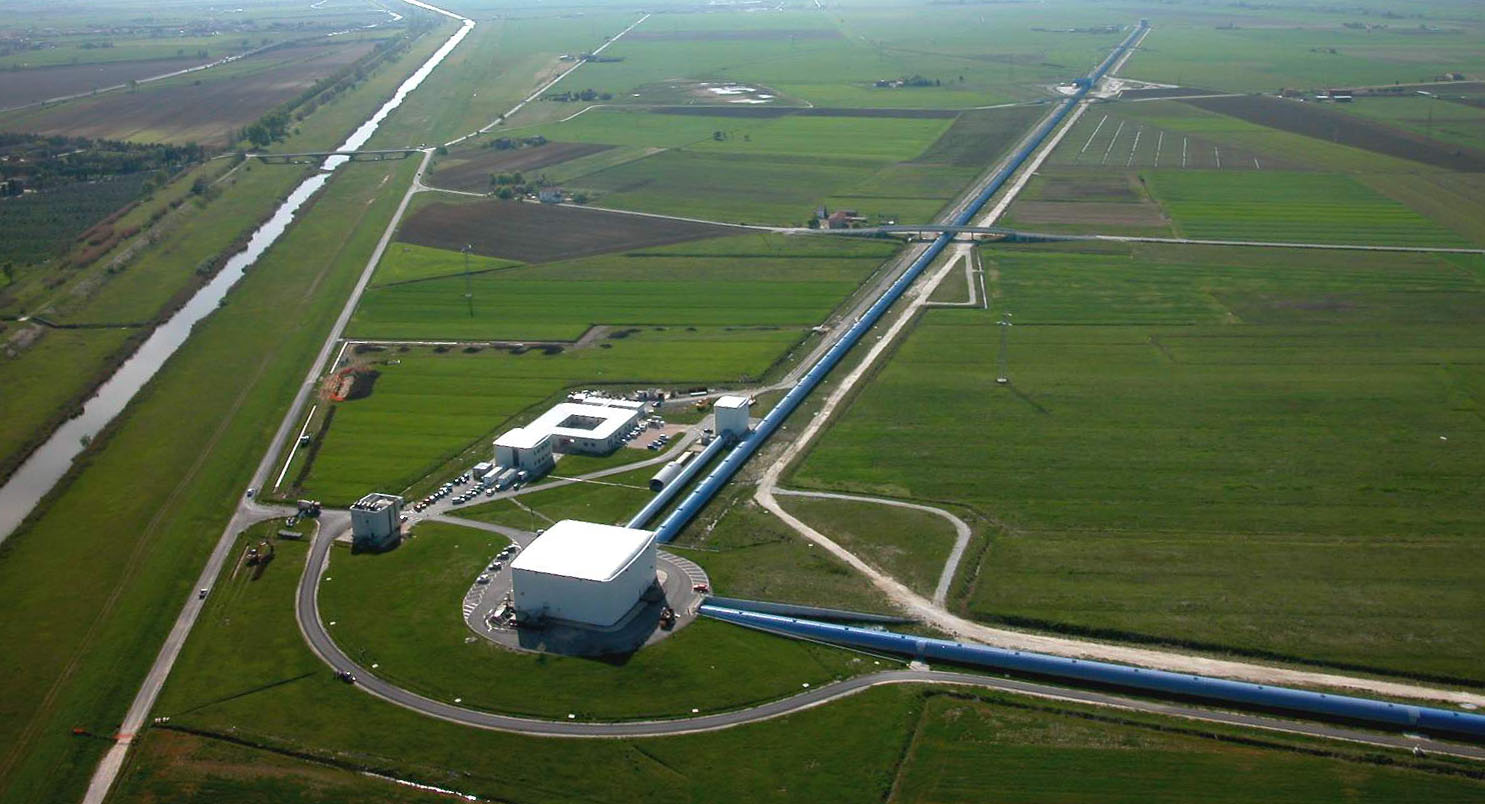
Vue aérienne du détecteur Virgo.

Virgo est un détecteur situé près de Pise, en Italie, avec des bras longs de 3 km. Il faisait partie de la première génération de détecteurs, terminant sa construction en 2003 ; il a été fermé en 2011 pour préparer les améliorations de deuxième génération « Advanced Virgo » Celles-ci ont été achevées en 2017, lui permettant de rejoindre la période d'observation « O2 », réalisant rapidement la première détection à trois détecteurs conjointement avec LIGO.

### KAGRA

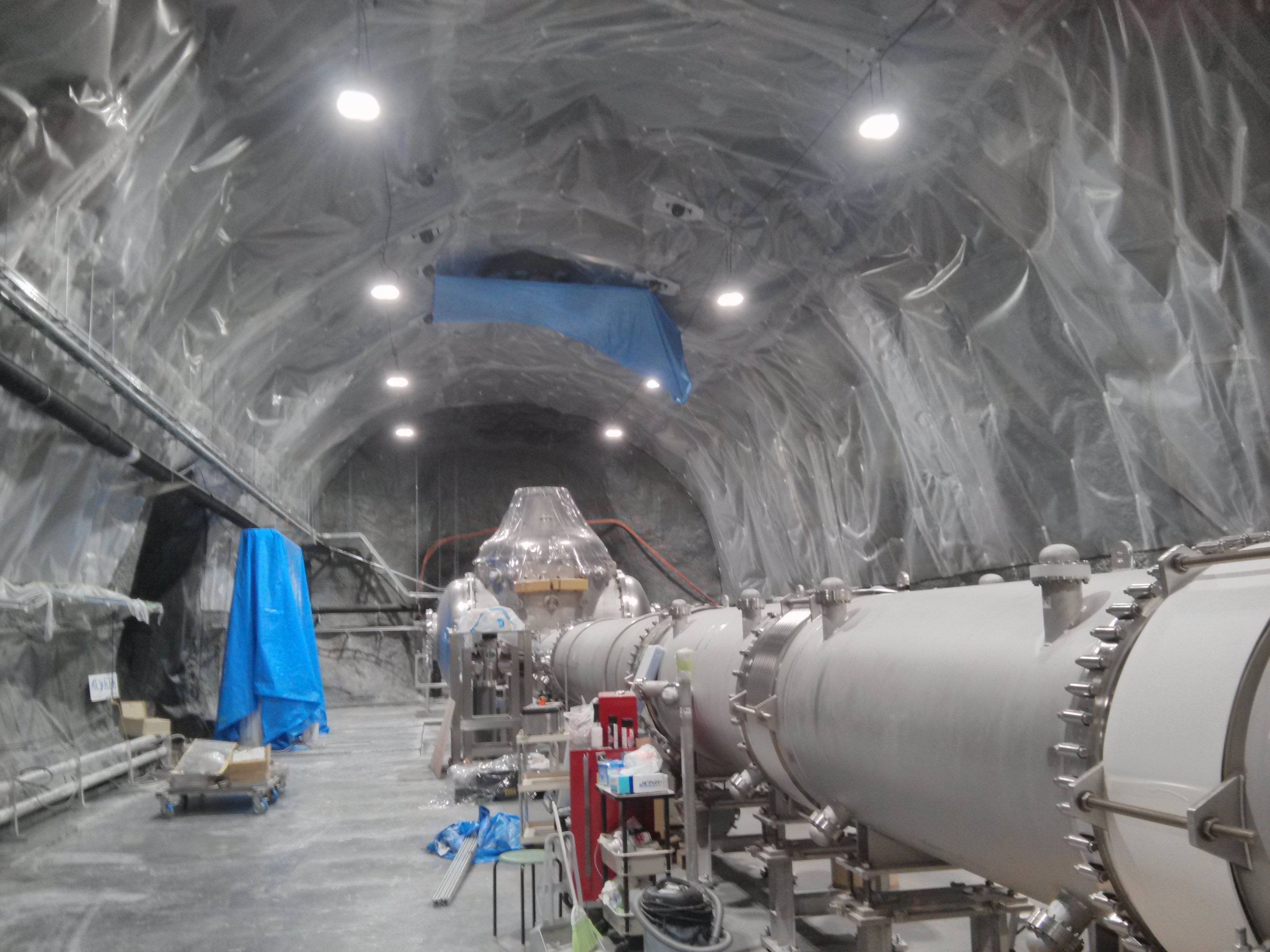
Photo d'un des bras KAGRA pendant la construction.

KAGRA (anciennement connu sous le nom de LCGT) est un interféromètre avec des bras de 3 km de long, basé à l'observatoire de Kamioka au Japon, qui fait partie de la deuxième génération de détecteurs. Il a été rendu opérationnel pour la première fois en 2020, même s’il n’a pas encore pu réaliser de détection. Bien que la conception de base soit similaire à LIGO et Virgo, il est construit sous terre et utilise des miroirs cryogéniques, ce pourquoi il a souvent été qualifié de « détecteur de génération 2,5 ».

### Autres détecteurs
GEO600 a été initialement conçu comme un effort germano-britannique pour construire un interféromètre avec des bras de 3 km ; il a par la suite été réduit à 600 m pour des raisons de financement. Sa construction s'est achevée en 2002, sur un site proche de Hanovre en Allemagne. Bien que ses capacités soient limitées (notamment à basse fréquence), rendant une détection peu probable, il joue un rôle clé dans le réseau de détecteurs en testant de nombreuses technologies de pointe.
TAMA 300 (et son prédécesseur, le prototype TAMA 20) était un détecteur japonais avec des bras de 300 m de long, construit à l'université de Mitaka. Il était en partie conçu comme une étape vers des détecteurs plus grands (y compris KAGRA), et a été en activité entre 1999 et 2004. Son infrastructure est maintenant réutilisée pour tester de nouvelles technologies. Le détecteur CLIO, avec des bras de 100 m et situé dans la mine de Kamioka, est un autre détecteur de test, spécifiquement conçu pour tester la technologie cryogénique des miroirs de KAGRA.
LIGO-Australia était un projet de construire un détecteur semblable à LIGO en Australie, qui n'a finalement pas été financé par le gouvernement australien ; le projet s'est par la suite transformé en l'actuel LIGO-India.
L'Holomètre du Fermilab, avec ses bras de 39 m, sonde une bande de fréquence différente des autres détecteurs, atteignant l'ordre du mégahertz ; il possède des objectifs scientifiques différents.

### Détecteurs futurs

#### LIGO-India
LIGO-India (ou IndIGO) est un projet actuel de détecteur basé à Aundha en Inde, suivant une conception très similaire à LIGO (avec un soutien de la collaboration LIGO). Il a reçu l'approbation du gouvernement indien en 2023, et prévoit de terminer sa construction en 2030.

#### Cosmic Explorer
Cosmic Explorer est un projet de détecteur de troisième génération, qui comprend deux interféromètres avec des bras de respectivement 20 et 40 km de long, situés dans deux zones différentes des États-Unis. Ayant une conception proche de LIGO, il espère tirer partie de l'expérience de ses prédecesseurs, adaptée à des bras sensiblement plus longs. Il est actuellement en train de suivre le processus d'approbation de la NSF; s'il est approuvé, il devrait être complété d'ici la fin des années 2030.

#### Einstein Telescope
Einstein Telescope est un projet européen de détecteur de troisième génération ; il prévoit actuellement d'être constitué de trois bras de 10 km de long agencés en triangle, qui agiraient comme trois interféromètres. Ceux-ci seraient situés sous terre, et le détecteur emploierait des miroirs cryogéniques. Il est actuellement prévu pour être complété en 2035, avec une construction qui démarrerait en 2026.

## Objectifs scientifiques

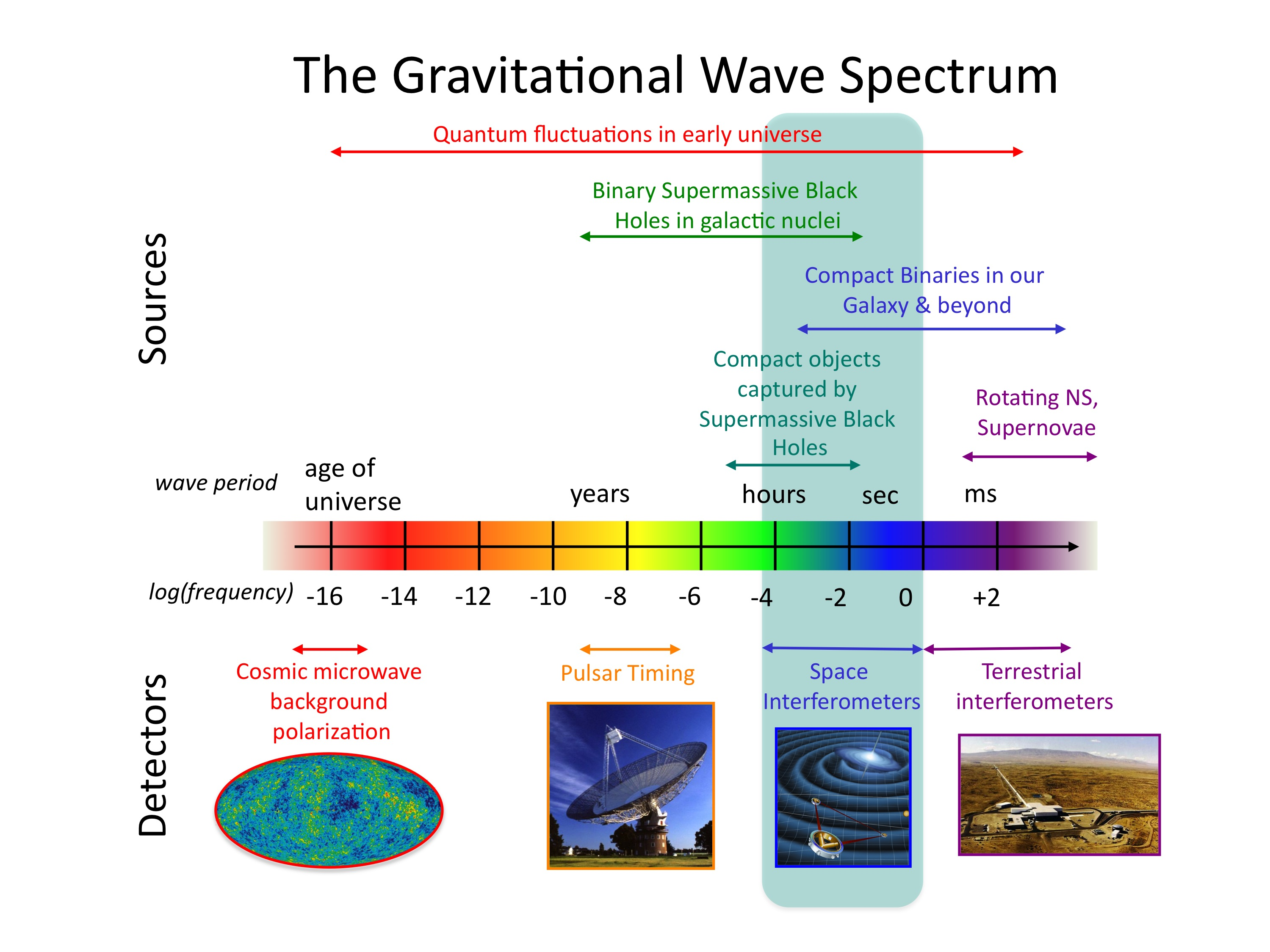
Diagramme représentant les différentes bandes de fréquence sondées par les différents types de détecteurs et les sources associées ; les détecteurs terrestres se trouvent sur la droite du diagramme.

Les détecteurs actuels ont tous pour objectif d'étudier les ondes gravitationnelles issus de sources astrophysiques. Du fait de leur conception, les détecteurs terrestres ne peuvent détecter les ondes que dans une bande restreinte de fréquence, s'étendant de quelques hertzs à quelques milliers. Les principales sources d'ondes gravitationnelles dans cette bande de fréquences sont les fusions de binaires d'étoiles à neutrons ou de trous noirs, les étoiles à neutrons en rotation, et d'autres sources transientes comme les supernovas. D'autres objets exotiques pourraient également être observés.

### Sources transientes

#### Coalescences de binaires compactes

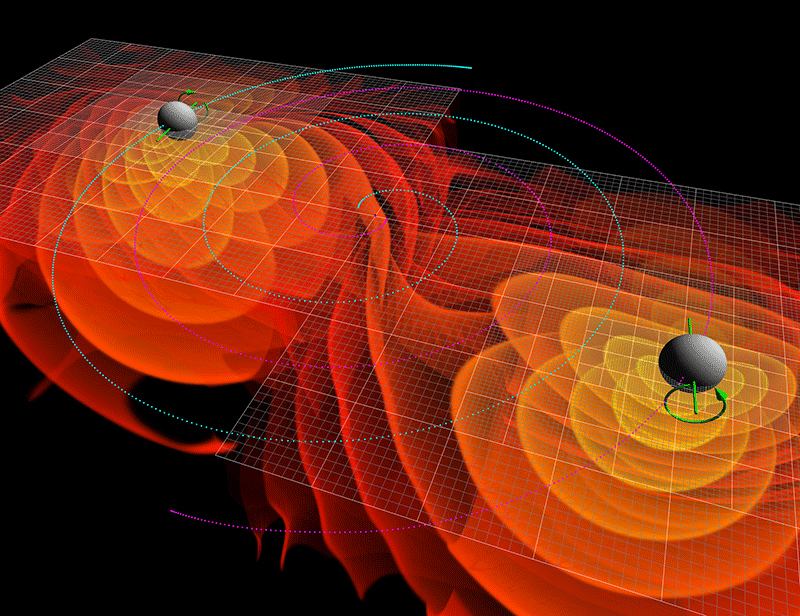
Simulation numérique d'ondes gravitationnelles émise par la fusion de deux trous noirs.

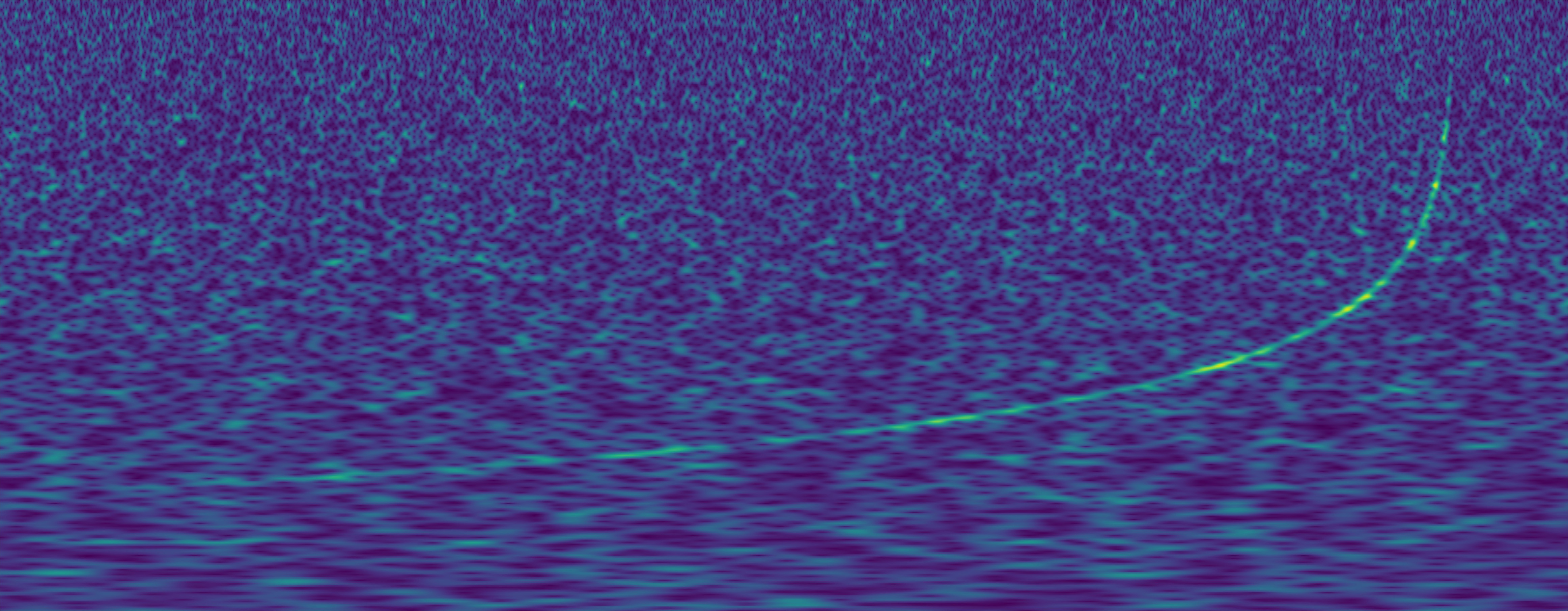
Exemple typique du « chirp », issu du signal GW170817. L'axe horizontal représente le temps, et l'axe vertical la fréquence ; la façon dont la fréquence du signal augmente avec le temps est caractéristique d'une fusion de binaires compactes, et la forme exacte du signal est déterminée par les masses des objets.

Quand deux objets massifs orbitent l'un autour de l'autre dans un système binaire, ils émettent des ondes gravitationnelles, et perdent par conséquent de l'énergie; bien que cet effet soit présent pour tout système binaire, il n'est vraiment significatif que pour les objets les plus denses, comme les trous noirs et les étoiles à neutrons. Cette perte d'énergie conduit les objets à se rapprocher, augmentant la fréquence et l'amplitude des ondes gravitationnelles. Cette première phase, généralement désignée sous le nom anglais inspiral, peut durer des millions d'années. Cette phase culmine en la fusion des deux objets (ou merger), formant ensuite un unique objet (généralement un trou noir). La partie de la forme d'onde correspondant à la fusion correspond à l'amplitude et la fréquence la plus élevée, et ne peut être simulée précisément qu'à l'aide de méthodes numériques. Lorsqu'un trou noir est formé, il continue d'émettre un signal d'ondes gravitationnelles dans les quelques secondes suivant la fusion, le temps qu'il prenne sa forme définitive; ce signal est qualifié de ringdown. Les détecteurs actuels ne sont suffisamment sensibles que pour détecter les dernières étapes de la fusion (correspondant aux dernières secondes de l'inspiral, le merger et éventuellement le ringdown). Il prend une forme caractéristique appelée chirp, car elle est réminiscente du chant de certains oiseaux, avec une augmentation rapide de l'amplitude et de la fréquence. Tous les signaux qui ont été observés jusqu'à présent proviennent de binaires compactes,.

#### Bursts
Les signaux courts, durant entre quelques millisecondes et quelques secondes, sont collectivement qualifiés de burst d'ondes gravitationnelles.
Les supernovas correspondant à l'effondrement d'une étoile en fin de vie peuvent émettre des ondes gravitationnelles potentiellement détectables par les détecteurs actuels. Une détection multimessager (incluant également des observations électromagnétiques ou des neutrinos) permettrait de mieux comprendre le déroulement d'une supernova et la formation des trous noirs.
D'autres candidats possibles sont des perturbations d'étoiles à neutrons, des effets de "mémoire" issus de la relativité générale ou des cordes cosmiques. Certains phénomènes pourraient également générer des bursts « longs » (de plus d'une seconde), comme des instabilités dans le disque d'accrétion d'un trou noir, ou lorsque de la matière éjectée lors d'une supernova retombe sur l'étoile à neutrons ou le trou noir nouvellement créé.

### Sources continues
La principale source attendue d'ondes gravitationnelles continues sont des étoiles à neutrons, des objets très compacts issus de l'effondrement d'étoiles massives. En particulier, les pulsars représentent un cas particulier d'étoiles à neutrons qui émettent des pulsations de lumière à intervalles réguliers, en raison de leur rotation rapide (pouvant atteindre les centaines de rotations par seconde, comme pour le pulsar PSR J1748-2446ad). Une légère déviation de la symétrie axiale (des minuscules « montagnes » sur la surface) génèrerait des ondes gravitationnelles périodiques sur une longue durée. Il existe différents mécanismes qui pourraient théoriquement conduire à la formation de telles « montagnes », incluant des effets thermiques, mécaniques ou magnétiques ; l'accrétion pourrait aussi induire de tels effets,,.
Une autre source possible d'ondes continues correspond à des objets exotiques, notamment des candidats pour la matière noire. Des axions en rotation autour d'un trou noir ou des systèmes impliquant des trous noirs primordiaux ont par exemple été suggérés comme sources potentielles. D'autres types de matière noire pourraient être également détectés directement via leur interaction avec les éléments optiques des interféromètres.

### Fond stochastique
Différents phénomènes physiques peuvent mener à l'apparition d'un fond stochastique d'ondes gravitationnelles, qui se matérialise par une source additionnelle de bruit d'origine astrophysique ou cosmologique dans les détecteurs. Il s'agit donc d'une source (généralement) continue d'ondes gravitationnelles mais provenant de vastes régions du ciel plutôt que d'une source ponctuelle.
Le fond diffus cosmologique correspond au plus vieux signal électromagnétique observable de l'Univers. Cependant, des modèles cosmologiques prédisent que des ondes gravitationnelles ont pu être générées dans les premiers instants après le Big Bang. Les ondes gravitationnelles interagissant peu avec la matière, ce signal pourrait toujours être détectable, et fournirait de précieuses informations sur les périodes précédant l'émission du fond diffus cosmologique. En particulier, il pourrait fournir des preuves de l'existence de l'inflation, soit par la détection d'ondes émises directement par le processus d'inflation dans certaines théories, ou à la fin de celle-ci; une transition de phase cosmologique (en) pourrait également émettre des ondes gravitationnelles. Des trous noirs primordiaux, qui pourraient se former dans les premières étapes de l'univers, sont également susceptibles d'être détectés sous la forme d'un fond stochastique.
De plus, les détecteurs actuels pourraient détecter un fond stochastique d'origine astrophysique, formé de la superposition de toutes les sources transientes distantes émettant des ondes gravitationnelles à un moment donné. Les sources qui contriburaient le plus à ce fond stochastique seraient les binaires d'étoiles à neutrons, de trous noirs ou étoile à neutrons-trou noir. Les supernovas et les pulsars pourraient également y contribuer. On estime que ce type de fond stochastique sera le premier à être détectés par les détecteurs actuels, ce qui permettrait d'en apprendre plus sur l'évolution de ces sources astrophysiques.
Enfin, les cordes cosmiques sont un autre candidat possible pour la génération d'un fond stochastique, qui pourrait alors apporter la preuve de leur existence,.

### Sources exotiques
Des modèles alternatifs d'objets compacts susceptibles de générer des ondes gravitationnelles ont été suggérés par certains physiciens. Certains de ces modèles rentrent dans le cadre de la relativité générale (étoiles à quarks, étoiles à bosons, trous noirs de Kerr chevelus), tandis que d'autres s'appuient sur différentes approches de gravité quantique (cordes cosmiques, fuzzballs, gravastars), ou de théories alternatives sur la gravité (étoiles à neutrons ou trous noirs scalarisés, trous de vers). La détection de tels objets pourrait aider à comprendre la nature de la gravitation ou découvrir de nouvelles formes de matière. De plus, des phénomènes ou objets encore complètement inconnus pourraient être découverts, révélant de nouveaux processus physiques.

### Propriétés fondamentales de la gravité

#### Polarisation des ondes gravitationnelles
Les ondes gravitationnelles sont supposées avoir deux polarisations « tensorielles », surnommées « plus » et « croix » en raison de leurs effets sur un anneau de particules (voir image plus bas). Une onde gravitationnelle est typiquement une superposition de ces deux polarisations, dépendant de l'orientation de la source.
Cependant, certaines théories sur la gravitation autorisent l'existence de 4 polarisations supplémentaire: les deux polarisations « vectorielles » (x et y) et les deux polarisations « scalaires » (« breathing » et « longitudinale »). Détecter de telles polarisations pourrait donc démontrer la viabilité des théories au-delà de la relativité générale.
Les polarisations ne peuvent être distinguées qu'en utilisant plusieurs détecteurs ; elles n'ont donc pu être mesurées qu'après l'arrivée de Virgo, les deux détecteurs LIGO étant pratiquement co-alignés. Elles peuvent être détectées sur les coalescences de binaires compactes,, mais aussi dans un fond stochastique ou des sources continues. Avec la combinaison des détecteurs actuels, il est possible de détecter la présence ou l'absence de polarisations au-delà de la relativité générale, mais pas leur nature ; un total de 5 détecteurs indépendants serait nécessaire pour distinguer toutes les polarisations (à l'exception des deux polarisations scalaires, qui produisent des effets identiques dans ce type de détecteur).

Effets des polarisations d'une onde gravitationnelle sur un anneau de particules
Polarisation plus
Polarisation croix

#### Lentillage des ondes gravitationnelles
La relativité générale prédit qu'une onde gravitationnelle devrait être sujette au lentillage gravitationnelle, de la même manière que la lumière ; cela signifie que la trajectoire suivie par une onde gravitationnelle sera courbé en présence d'un objet massif (typiquement une galaxie ou un amas de galaxies) proche de son chemin. Cela résulte en l'augmentation de l'amplitude de l'onde, voire en l'observation multiple d'un même évènement à différents moments, de la même manière que l'on peut observer plusieurs fois certaines supernovas. De tels évènements seraient suffisamment communs pour être détectés avec les détecteurs actuels dans un futur proche. Des effets de microlentille sont également attendus. La détection d'un tel évènement permettrait de le localiser très précisément, ainsi que de tester la vitesse de gravité et les polarisations.

#### Mesures cosmologiques
Les ondes gravitationnelles fournissent une nouvelle manière de mesurer certains paramètres cosmologiques, en particuler la constante de Hubble {\displaystyle H_{0}}, qui représente la vitesse de l'expansion de l'univers, et dont la valeur est actuellement mal connue en raison d'un conflit entre différentes méthodes de mesure. Le bénéfice principal des ondes gravitationnelles ici est que la distance de luminosité de la source peut être mesurée directement dans le signal, sans recourir à d'autres mesures ou suppositions comme c'est généralement le cas. Il y a deux grandes catégories de manières de mesure de {\displaystyle H_{0}} avec les ondes gravitationnelles pour les détecteurs actuels :
- Des évènements multimessagers avec à la fois un signal gravitationnel et électromagnétique peuvent être utilisés, en mesurant la distance de la source avec l'onde gravitationnelle et le décalage vers le rouge de la galaxie contenant la source, et en utilisant la loi de Hubble-Lemaître[63].
- Un traitement statistique peut être appliqué sur une population de binaires de trous noirs (souvent dénommés « dark sirens » dans ce contexte, par opposition aux « bright sirens » qui sont les évènements multimessagers), déterminant des contraintes à la fois sur leur distribution de masse et sur {\displaystyle H_{0}}. Un catalogue externe de galaxies peut être utilisé dans une telle analyse, en permettant d'identifier les possibles galaxies hôtes pour chaque évènement[64].

#### Tests de la relativité générale
L'observation de signaux en ondes gravitationnelles offre des possibilités uniques pour tester les résultats de la relativité générale, car ceux-ci sont produits dans des environnements où le champ gravitationnel est très intense (par exemple proche des trous noirs). De tels tests pourraient permettre de découvrir une théorie au-delà de la relativité générale ou de trouver des problèmes dans les différents modèles.
Ces tests incluent ,:
- Chercher un signal résiduel dans les données après avoir soustrait un modèle du signal,  ce qui pourrait mettre en évidence une partie du signal non prédite par la relativité générale.
- Verifier que le signal d'une coalescence binaire satisfait certaines propriétés basiques, par exemple que les paramètres estimés de la source sont cohérents sur les différentes phases du signal (« inspiral-merger-ringdown consistency test »)[68].
- Introduire des perturbations dans les modèles simulant les signaux pour vérifier s'ils correspondent mieux aux données.
- Examiner un possible effet de dispersion (absent en relativité générale mais pas dans certaines théories alternatives)[69]
- Analyser les restes d'une fusion d'objets compacts, en mesurant la phase suivant la fusion (« ringdown »), qui est théoriquement complètement déterminée par la masse et la rotation du rémanent. Cette analyse peut être comparée aux prédictions sur l'énergie perdue en ondes gravitationnelles durant la fusion ou la nature du rémanent ; certains objets hypothétiques pourraient également causer des « échos » du ringdown.
- Chercher des polarisations non-standard (comme vu plus haut).

## Analyse de données
La détection d'ondes gravitationnelles dans la sortie des détecteurs (connue sous le nom de « strain ») est un processus complexe. La plupart des analyses actuelles ont lieu au sein de la collaboration LIGO-Virgo-KAGRA (LVK) ; des équipes extérieures à la collaboration produisent également des résultats une fois les données rendues publiques.
Les données des détecteurs actuelles sont actuellement disponibles uniquement pour les membres de LVK dans un premier temps ; des segments de données situés autour des évènements détectés sont rendus publics en même temps que la parution de l'article dédié, et les données complètes deviennent disponibles après une période d'exclusivité, actuellement de 18 mois. Durant la troisième période d'observation (O3), la publication des données s'est faite en deux parties (O3a et O3b), correspondant aux premiers et derniers six mois de la période respectivement. Les données sont ensuites accessibles à toute personne via le Gravitational Wave Open Science Center (GWOSC),.

### Recherche de transients

#### Chaînes d'analyse de détection
Les différents logiciels utilisés pour l'analyse des signaux d'ondes gravitationnelles sont généralement appelés « chaînes d'analyse » (ou « search pipeline »), car ils regroupent généralement plusieurs étapes du traitement des données. Durant la période d'observation O3, cinq chaînes d'analyse ont été utilisées au sein de la collaboration LVK pour identifier les possibles évènements et collecter une liste d'observations de signaux de courte durée ("transient") dans un « catalogue ». Quatre d'entre elles (GstLAL, PyCBC, MBTA et SPIIR) sont destinées à la détection de coalescences d'objets compacts (CBC, le seul type d'évènement détecté jusqu'ici), tandis que la cinquième (cWB) est conçue pour la détection de n'importe quel signal transient. Les cinq chaînes d'analyse ont été utilisées « en ligne » pendant les observations, à l'intérieur du système d'alertes à faible latence, et après la période afin de réévaluer la qualité des candidats et repérer des évènements qui ont pu être manqués la première fois (à l'exception de SPIIR, qui n'a été utilisée qu'en ligne). La chaîne d'analyse oLIB, qui cherche également des signaux quelconques, a également été utilisée pour générer des alertes, mais pas pour les catalogues,. De plus, deux autres chaînes d'analyse cherchant spécifiquement des signaux de type « burst » ont été utilisés après la fin de la période mais pas en ligne, en raison de leur fort coût en ressources de calcul : BayesWaves, qui utilise des techniques bayésiennes pour approfondir les détections de cWB, et STAMPS-AS, qui est spécifiquement conçue pour la recherche de bursts de longue durée (plus d'une seconde),.
Les quatre chaînes d'analyse cherchant des CBC se basent toutes sur le filtrage adapté (en), une technique utilisée pour chercher un signal connu dans des données bruitées de manière optimale. Elle requiert donc une idée de la forme du signal, et dépend donc des modèles pour le simuler. Bien que des modèles raisonnables existent, la complexité des équations gouvernant les dynamiques d'une fusion de binaires compactes rend la génération de formes d'ondes précises difficile; le développement de nouvelles formes d'ondes est un champ de recherche actif,. De plus, les sources possibles couvrent une large variété de paramètres possibles (les masses et les spins des deux objets, la localisation dans le ciel), qui donnent des formes de signal variées plutôt qu'une forme unique. Cela mène à l'utilisation de « banques de templates » contenant un grand nombre de formes d'ondes différentes correspondant à des paramètres différents. Ces banques doivent faire un compromis entre obtenir une couverture maximale (permettant d'obtenir plus de détections) et les ressources de calcul limitées pour réaliser la recherche ; la création de celles-ci est également un sujet ouvert. Durant la recherche, le filtrage adapté est réalisé sur chaque forme d'onde dans la banque de templates (qui est calculée à l'avance).
Bien que les quatre recherches utilisent la même technique de base, elles ont toutes des techniques d'optimisation différentes et des spécificités sur leur traitement des données. En particulier, différentes méthodes sont utilisées pour estimer la significativité d'un évènement, pour séparer un évènement des « glitches » (excès de bruit temporaire dans le détecteur), et pour combiner les données des différents détecteurs; elles utilisent également des banques de templates différentes.
La chaîne d'analyse cWB (« coherent wave burst ») utilise une approche différente ; elle fonctionne en regroupant les données des différents détecteurs, et en cherchant des signaux cohérents entre eux. Bien que sa sensibilité aux CBC soit moindre, cettre approche lui permet de détecter n'importe quelle type de source, car elle ne fait pas de supposition sur la forme du signal (ce pourquoi on parle souvent de recherche « non-modélisée »).

#### Système d'alerte à faible latence
Le système d'alertes à faible latence est conçu pour produire des alertes pour les astronomes lorsqu'un évènement est détecté en ondes gravitationnelles, avec l'espoir d'observer une contrepartie éléctromagnétique. Cela implique de centraliser les résultats des différentes chaînes d'analyse au sein d'une base de donnée (appelée GraceDB), dont les données sont ensuite traitées. Si un évènement est suffisamment significatif, une localisation dans le ciel rapide est produite et des alertes préliminaires sont envoyées en quelques secondes/minutes; après une évaluation plus précise des paramètres de l'évènement et une validation humaine, une nouvelle alerte ou rétraction de l'évènement est envoyée dans la journée. Une localisation plus précise peut également être produite. Les alertes sont soumises via le GCN, qui centralise également les alertes issus des observatoires de rayons gammas et de neutrinos, ainsi que SciMMA,. Un total de 78 alertes ont été envoyées durant la période O3, dont 23 qui ont été rétractées par la suite.

#### Estimation de paramètres
Après la détection d'un évènement par les chaînes d'analyse de recherche, une analyse plus poussée est réalisée afin d'obtenir une meilleure estimation des paramètres de la source et mesurer l'incertitude. Durant la période O3, cette analyse a été réalisée avec différents logiciels, incluant Bilby et RIFT. Ceux-ci utilisent des méthodes bayésiennes pour quantifier l'incertitude, incluant les chaînes de Markov ou l'échantillonnage imbriqué (en).

#### Recherche de contreparties
Bien que de nombreux astronomes suivent les alertes des détecteurs d'ondes gravitationnelles, l'inverse existe également : des évènements électromagnétiques qui pourraient être associés à une émission d'ondes gravitationnelles sont aussi sujets à une recherche plus poussée. Une des sources les plus prometteuses sont les sursauts gamma; ils sont supposément associés aux supernovas (sursauts « longs » durant plus de 2 s) et avec les coalescences de binaires compactes impliquant des étoiles à neutrons (sursauts « courts »). La fusion de deux étoiles à neutrons a en particulier été confirmée comme étant associée à un sursaut gamma et l'émission d'ondes gravitationnelles grâce à l'évènement GW170817.
Les recherches visant les sursauts gammas ont été réalisées sur les périodes d'observations passées avec la chaîne d'analyse pyGRB pour ce qui est des CBC, en utilisant des méthodes similaires aux analyses standards mais concentrées sur les temps et les zones du ciel correspondant aux sursauts gamma. Une recherche non-modélisée a également été réalisée à l'aide du logiciel X-pipeline, qui utilise des techniques proches des autres recherches non-modélisées,.
De plus, différentes chaînes d'analyse sont utilisées pour chercher des coïncidences entre les alertes issues d'ondes gravitationnelles et celles d'autres mediums. En particulier, RAVEN fait partie de l'infrastructure d'alertes à faible latence et analyse les coïncidences avec des sursauts gamma (et d'autres types de sources). La chaîne d'analyse LLAMA est elle destinée à l'identification de coïncidences avec des observations de neutrinos, principalement en provenance d'IceCube.

### Recherche de sources continues
Les études destinées à la recherche d'ondes gravitationnelles périodiques (comme celles générées par des étoiles à neutrons en rotation rapide) sont généralement dénommées « recherches d'ondes continues ». Elles peuvent être divisées en trois catégories : les recherches sur tout le ciel, qui cherchent des signaux inconnus issues de toutes les directions, les recherches dirigées, qui visent des objets connus mais dont la fréquence n'est pas identifiée, et les recherches ciblées, qui chassent les signaux de sources dont la position et la fréquence sont connues. Ces deux derniers types sont motivés par le fait que les recherches sur tout le ciel sont très coûteuses en temps de calcul, et nécessitent donc des compromis qui limitent leur sensibilité,.
La principale difficulté pour les recherches d'ondes continues est que le signal est bien plus faible que celle des transients actuellement détectés, ce qui implique qu'il faut observer sur de longues durées pour accumuler suffisamment de données pour les détecter, le rapport signal sur bruit augmentant comme la racine carrée du temps d'observation (intuitivement, le signal s'accumule sur la durée, contrairement au bruit). Le problème est que sur de telles durées, la fréquence de la source va évoluer, et le mouvement de la Terre autour du Soleil affecte la fréquence en raison de l'effet Doppler. Cela contribue à l'augmentation drastique du coût de calcul, d'autant plus quand la fréquence n'est pas connue. Bien qu'il existe des stratégies pour pallier ces effets, comme les recherches « semi-cohérentes », dans lesquels l'analyse est faite sur des segments de données séparément plutôt que sur toutes les données, celles-ci réduisent la sensibilité de la recherche. D'autres approches incluent la corrélation croisée, inspirée par les recherches stochastiques, dans lesquels le fait d'avoir plusieurs détecteurs est utilisé en cherchant des signaux corrélés.

### Recherche de sources stochastiques
Le fond stochastique d'ondes gravitationnelles est une autre cible possible pour les chercheurs. Par définition, il peut être vu comme une source de bruit additionnelle dans les détecteurs ; la principale difficulté est de correctement le séparer des autres sources de bruit, et de mesurer sa densité spectrale de puissance. La méthode la plus simple pour contourner cette difficulté est de chercher des corrélations au sein d'un réseau de plusieurs détecteurs, l'idée étant que le bruit dû au fond stochastique sera identique dans les différents détecteurs, tandis que le bruit instrumental sera (en principe) décorrélé. Une autre approche possible est de chercher un excès de puissance ne correspondant pas aux bruits connus ; mais cette idée ne fonctionne pas vraiment en pratique car le bruit dans les interféromètres actuels est trop mal connu par rapport à l'intensité attendue d'un fond stochastique. Seules des recherches basées sur la corrélation entre détecteurs sont actullement utilisées par la collaboration LVK, bien que d'autres types de recherches soient en développement,.
Ce type de recherche doit également prendre en compte des facteurs comme le diagramme d'antenne des détecteurs, le mouvement de la Terre et la distance entre les détecteurs. Des suppositions doivent également être faites sur les propriétés du fond stochastique, qui est souvent considéré gaussien et isotrope, bien que des recherches pour un fond anisotrope ou non-gaussien existent également,.

### Recherche des propriétés des ondes gravitationnelles
Un grand nombre de logiciels ont été développés pour étudier la physique entourant les ondes gravitationnelles. Ces analyses sont généralement réalisées après la fin d'une période d'observation, et s'appuient typiquement sur les résultats des autres recherches (principalement des recherches de CBC jusqu'ici).
Il existe plusieurs analyses cherchant pour des évènements observés plusieurs fois en raison du lentillage gravitationnel, d'abord en essayant d'associer les évènements déjà connus, et en effectuant une analyse complémentaire pour les paires les plus prometteuses. Ces analyses incluent en particulier les logiciels LALInference et HANABI. Des recherches d'évènements qui ont pu être manqués par les recherches de CBC initiales sont également réalisées, en réutilisant les mêmes chaînes d'analyse avec des paramètres spécifiques.
Des logiciels destinés à l'estimation de la constante de Hubble ont également été développés. La chaîne d'analyse gwcosmo réalise une analyse bayésienne pour déterminer ses valeurs possibles, à la fois en utilisant des « sirènes sombres » (évènements CBC sans contrepartie électromagnétique), qui peuvent être corrélées avec un catalogue de galaxies, ou des «  sirènes brillantes » correspondant aux évènements qui possèdent une contrepartie électromagnétique et pour lesquels une estimation directe peut être réalisée en identifiant la galaxie hôte,. Cela requiert notamment de supposer une population particulière de trous noirs, ce qui peut être une importante source de biais ; les analyses récentes tentent d'éviter ce problème en estimant à la fois la population et la constante de Hubble.